# Mathias Saint-Romme
Mathias Saint-Romme, né le 3 novembre 1844 à Vienne (Isère) et mort le 11 mars 1920 à Roybon (Isère), est un homme politique français.

## Détail des fonctions et des mandats
Mandats locaux
- Conseiller municipal de Saint-Marcellin
- Maire de Roybon
- 1877 - : Conseiller général du Canton de Roybon

Mandats parlementaires
- 21 août 1881 - 9 novembre 1885 : Député de l'Isère
- 4 octobre 1885 - 11 novembre 1889 : Député de l'Isère
- 6 octobre 1889 - 14 octobre 1893 : Député de l'Isère
- 20 août 1893 - 11 novembre 1894 : Député de l'Isère
- 11 novembre 1894 - 2 janvier 1897 : Sénateur de l'Isère
- 4 avril 1897 - 7 janvier 1906 : Sénateur de l'Isère
- 7 janvier 1906 - 10 janvier 1920 : Sénateur de l'Isère

## Livres
- L'Oisans et la Bérarde, huit jours dans les glaciers, conférence sur les Alpes françaises faite à la Section de Paris de la Société des touristes du Dauphiné, ouvrage orné de 55 phototypies de Berthaud Frères d'après les photographies d'Eugène Charpenay, par l'Imprimerie brevetée Charles Blot, Paris, 1893.
- Le Pelvoux voyage en zig-zag dans les Hautes Alpes, ouvrage orné de 75 phototypies de Berthaud Frères d'après les photographies d'Eugène Charpenay, par la Phototypie Berthaud Frères, Paris & l'Imprimerie L. Marceau à Chalon-sur-Saone, 1896.